# Doğançay (Midyat)
Doğançay (Aramees: Mzīzāḥ, ܡܙܝܙܐܚ) is een dorp in het district Midyat in Turkije. Het dorp wordt bewoond door Arameeërs en Koerden van de Zaxuran-stam. In 2021 had het dorp 159 inwoners. Het dorp ligt in de historische regio Tur Abdin.

## Geschiedenis
In 1914 werd Mzīzāḥ (het huidige Doğançay) bewoond door 350 Arameeërs, volgens de lijst die werd gepresenteerd aan de Vredesconferentie van Parijs. Zij behoorden tot de Syrisch-Orthodoxe Kerk. Tijdens de Sayfo vluchtten de Arameeërs van Mzīzāḥ in juli 1915 met hun bezittingen naar Iwardo nadat ze hoorden van de aanval op Midyat, waar ze vervolgens werden belegerd. Mas’ud Shabo uit de Musa Gebro-familie van Mzīzāḥ werd gekozen om de verdediging van ‘Ayn-Wardo te leiden. Degenen die probeerden terug te keren naar Mzīzāḥ nadat een staakt-het-vuren was overeengekomen, werden doodgeschoten. Arameeërs konden met hulp van Çelebi Ağa terugkeren naar het dorp na diens vrijlating uit de gevangenis na de Eerste Wereldoorlog.
De eerste Turkse basisschool werd in 1953 in Mzīzāḥ opgericht. In 1960 telde het dorp 927 inwoners. In 1966 waren er 724 Turoyo-sprekende christenen verdeeld over 100 families en zij werden bediend door één priester. In 1980 telde het dorp 150 families, waarvan de helft Aramees en de andere helft Koerdisch was. In de late 20e eeuw emigreerden veel Arameeërs naar Duitsland. In 2003 financierde de Aramese diaspora de restauratie van de Mor-Yuhanonkerk.